# Soisaari (ö i Södra Savolax, S:t Michel, lat 61,23, long 27,32)
Soisaari är en ö i Finland. Den ligger i sjön Kukasjärvi och i kommunerna Sankt Michel och Mäntyharju och landskapet Södra Savolax, i den södra delen av landet, 170 km nordost om huvudstaden Helsingfors. Öns area är 0,9 hektar och dess största längd är 210 meter i nord-sydlig riktning.